# Radio W1
Radio W1 war ein privater Hörfunksender aus Würzburg. Radio W1 war neben Charivari.fm und 106,9 Radio Gong der dritte Lokalsender der Stadt. Das 24-Stunden-Vollprogramm wurde auf UKW 95,8 MHz (Würzburg) und 92,6 MHz (Ochsenfurt) gesendet und 1992 eingestellt. (Bis 31. März 2008 war auf der Frequenz Radio Melodie mit einem 24-Stunden-Volksmusikprogramm zu hören. Dieses Programm hat seinen Sendebetrieb mittlerweile eingestellt, seit Ende November 2008 sendet dort egoFM sein Programm.)

## Geschichte
Radio W1 zog wegen der beengten Platzverhältnisse gut ein Jahr nach dem Sendestart in der Münzstraße 3 in das gläserne Studio im Modekaufhaus Wöhrl. Nach größeren finanziellen Schwierigkeiten des Senders (teilweise klebte damals der Kuckuck auf der Plattensammlung), zog Radio W1 in die Ludwigstraße 8a um. Mitgesellschafter Manfried Prater hatte dort ein eigenes kleines Hörfunkstudio, das er dem Sender zur Aufrechterhaltung des Programms zur Verfügung stellte. In den ersten Tagen und Wochen nach dem Umzug war damals nur „Nonstop-Music“ vom Tonband zu hören.
Radio W1 wurde am 1. Oktober 1992 unter anderem aus finanziellen Gründen eingestellt. Zwar hatte die Programmreform zum Hit-Radio (damals durchgeführt von Holger Richter – später für 19 Jahre bis 2014 der Programmchef bei RTL Radio in Luxemburg) einige neue Hörer gebracht, jedoch reichten die Zahlen nicht aus, um ein finanziell tragfähiges Konzept für den Sender zu erstellen. Teilweise versuchte sich Radio W1 noch mit neuen Werbeformen wie dem „Programmsponsoring“. Dabei wurden einzelne Sendestunden von lokalen Sponsoren (z. B. "Bono-Möbelabholmarkt") finanziert.
Zu den bekanntesten Mitarbeitern von Radio W1 zählte Kai Fraass, eine Zeit lang auch Chefredakteur des Senders, mit seinem wöchentlichen Szenebericht "Kai war dabei".
1990 organisierte der Sender die längste Hitparade der Welt. Unter dem Titel "Top 2000-Y" (wegen rechtlicher Probleme damals kurzerhand umbenannt in "Top 2000" – also ohne "Y") veranstalteten die beiden Moderatoren Marcus Schiller und Kaya Göck eine neuntägige Dauermoderation im achtstündigen Wechsel. Die Abschlussveranstaltung fand damals in der Diskothek "Airport" in der Gattingerstraße statt. Der Weltrekord wurde nicht erreicht, da Radio W1 entgegen den Statuten Werbung im Programm sendete.
Seit Oktober 2009 führt der ehemalige Chefredakteur Kai Fraass den Sender als Livestream über die Plattform "laut.fm" im Internet fort.